# 怪奇大作戦
『怪奇大作戦』（かいきだいさくせん） は、1968年（昭和43年）9月15日から1969年（昭和44年）3月9日まで、TBS系列で毎週日曜19時 - 19時30分（JST、タケダアワー枠）に全26話が放送された、円谷プロダクション、TBS制作の特撮テレビドラマである。武田薬品工業による一社提供番組。
本項目では原典である連続特撮テレビドラマに付いて記載する。本作品を原作とした作品については、#リメイク作品を参照。

## 概要
現代社会に発生する謎の科学犯罪に挑戦する、「SRI」（Science Research Institute、科学捜査研究所）のメンバーたちの苦闘と活躍を描く。
毎回描かれる怪奇現象が、実は人間の手によって引き起こされた科学犯罪であり、これに立ち向かう正義の捜査チームという図式で構成されていることが特徴である。また、社会に疑問を投げかけるような重いテーマもある。怪獣や超人、超兵器が出現するわけではないが、未だに根強く多数の特撮ファンを引きつけている作品である。
前番組であるウルトラシリーズのような怪獣や超兵器が登場する派手な特撮ではなく、本編に溶け込んだ特撮（光学合成を駆使し、科学犯罪をリアルに表現する）が目標とされた。こうした路線変更は、第一次怪獣ブームが終息し、子供たちの興味が怪奇や妖怪へと移っていったことが一因とされる。TBSから支給された制作費は、1クール13本につき6900万円（1話あたり530万円）。これは空想特撮シリーズ3部作とほぼ変わらない破格の予算であり、知名度の高いレギュラー出演者やゲストが集められた。
こうして本編では、ほぼ毎回のように近未来的な科学技術による殺人事件が描かれ、陰惨でグロテスクな描写も少なくなかった。TBS側も少し前からの「妖怪ブーム」などで「人が溶ける」といったショッキングなシーンに視聴者の興味が集まる傾向があると見て、むしろそういった趣向を円谷プロ側に新機軸として積極的に提案している。脚本の上原は本作品の作者には犯罪者的な要素や闇の妄想力が求められたと述べている。
金城哲夫が企画時に提示したのは、ホラー色が強い内容の『科学恐怖シリーズ チャレンジャー』というタイトルであった。
平均視聴率は22.0%を記録し、当時としても十分ヒット番組といえる数字だったが、タケダアワーの合格ラインは非常に高く、第1クールの放映終了時期に「延長措置なし」の判断が下された。『戦え! マイティジャック』の12月終了に続き、番組の受注が完全に途絶えてしまった円谷プロは、1968年12月12日に大幅な人員整理を決行する。
監修の円谷英二は、昭和20年代から30年代にかけて『透明人間現わる』『透明人間』『美女と液体人間』『電送人間』『ガス人間第一号』など一連の変身人間による犯罪を描いた映画で特技監督を担当しており、円谷プロには得意とするミニチュアワーク以外にも、この種の特撮ノウハウの蓄積があった。
初期はスタッフも方向性を掴みかねていたため、シナリオやプロットのみで撮影に至らなかったエピソードが複数存在する。TBSプロデューサーの橋本洋二は自身の説明が観念的すぎたとしている一方、円谷プロは当時『マイティジャック』に掛かりきりであったため、あまり打ち合わせもできなかったとも述べている。

## SRI（科学捜査研究所）
SRI（Science Research Institute、エスアールアイ）とは、警察の捜査では解決不可能になった不可解な事件や不可思議な犯罪を、独自に開発した機械などを駆使して科学捜査を行う民間の研究組織である。実際には警察の依頼によって行動を起こすか警察との共同捜査が多いが、民間という立場のために、警察と同等の権限は持たされておらず、時には見解の相違から警察と対立することもある。また、劇中には登場しなかったが、一般の研究員もいるという設定がある。

### 登場人物
牧 史郎（）
常に冷静沈着な科学の信奉者。SRIの頭脳的存在。設定年齢：28歳。誕生日は1941年12月8日。さおりと野村からは「牧さん」、三沢からは「先輩」と呼ばれている。好物はコーヒーとタバコ。父親を科学犯罪で失った過去を持つため、誰よりも強く犯罪を憎んでいる。当時、父親の事件を担当した警視庁時代の的矢の誘いでSRIに入所した。初期は、感情を排除して捜査に当たっていたため、トリックの解明に没頭するあまり周囲を省みない冷血漢の堅物のように誤解されていたが、次第に痛いほど人の気持ちを察するなど人間味のある一面も見せるようになった。幼いころに、チエコという名の姉を戦時中の敵機銃掃射で亡くしているため、戦争を嫌悪しており、複雑な感傷を伴う気持ちを持つ。「オヤスミナサイ」では猟の途中で道に迷い、ヒュッテを訪れ殺人犯にされかけたこともあった。また、「狂鬼人間」では「山本英二」という偽名で狂わせ屋を誘き出す芝居を野村とさおりと決行するが、気づかれて狂人にされたこともある。全話登場。

三沢 京助（）
直情型の熱血漢。序盤は主人公と設定されていた。年齢設定24歳。防衛大学出身で肉体派だが、科学知識も豊富で、研究室に白衣で立つ姿も多い。鋭い勘を持つが、人が良く、情に流されるところが弱点。被害者に同情するため、女性から好意を持たれることも多いが、本人は全く気付いていない。あだ名は、助さん。好物はビール。
裏設定では、大学時代にラグビーの試合中の事故で相手を半身不随にしてしまったことから自責の念に駆られ、ラグビーも大学も辞めてしまったところを的矢に誘われてSRIに入った。第二次世界大戦時は1歳だった。「人喰い蛾」や「白い顔」にはレーサーの友人が登場している。また、「幻の死神」では歌唱を披露した。全話登場。

的矢 忠（）
SRIの所長。元警視庁鑑識課長で、科学捜査の重要性を在職中から痛感していたため、経験を生かして退職後にSRIを設立した人物。設定年齢：48歳。警視庁捜査一課長の町田警部とは旧知で、お互いを「マチやん」「マトやん」と呼び合う仲である。「殺人回路」に登場する同級生の伊藤大助には「ちゅう」と呼ばれている。「こうもり男」には妻・敏子と息子・浩一が登場している。全話登場。葉巻をよく吹かしているが、紙巻きたばこやパイプを銜えることもある。将棋4級の腕前を持つ。

野村 洋（）
SRIの若手メンバー。少々おっちょこちょいだが、外回りを担当するなどフットワークの軽さが売りの明朗な性格のムードメーカー。また、温厚な性格のため、コメディーリリーフの役回りも多い。戦後生まれの21歳。愛称：ノム、ノンちゃん。ゴーカートやオートバイの運転が上手い。腰は軽いが危機感や事態の深刻さを認識する能力がまだ浅く、第16話「かまいたち」では勝手に持ち場を離れておでんを屋台でつついていたため、犯罪を見逃すなど思慮分別が甘い。「果てしなき暴走」では、中古自動車店を営む友人が登場している。
「死者がささやく」のみ登場なし。

小川 さおり（）
基本的には科学分析や通信などバックアップ業務などを務めるため事務所詰めだが、事件現場でも証拠集めの手伝いなどで活躍するSRIの紅一点。愛称：さー坊、さおりちゃん。年齢設定19歳。少々、能天気な面もあるが、人間が纏っている雰囲気から人間の本質を直感する鋭さを併せ持つ。考古学者の父親がいるという設定だが、父親が劇中に登場することはなかった。「かまいたち」では犯人を暴くために囮の役を買って出たこともあり、「美女と花粉」では犯人を推理し被疑者を尾行、「狂鬼人間」では的矢とともに容疑者を確保した。戦後生まれだが真珠湾攻撃の日付（1941年12月8日）は知っている。
「吸血地獄」「呪いの壺」には登場なし。

#### SRIの関係者
町田 大蔵（）
殺人や強行犯罪を扱う警視庁捜査第一課の課長。階級は警部。設定年齢：48歳。的矢の三鷹署時代の元同僚で懇意にしているため、警察とSRIの橋渡し的存在であり、事件捜査依頼や協力を要請するのも彼を通して行うことが多い。普段はSRIの実力を高く評価して奇怪な事件の捜査協力をSRIに積極的に仰ぎ、共に行動することが多いが、時折、経験則を過信して迷走したり、SRI要請の是非を誤ったり、時にはSRIと対立したこともあるなどトリックスターとして扱われた回もあったため、エピソードによって人物像に落差があるキャラクターになった。警視庁警察官を拝命したのは太平洋戦争が始まった当日の1941年12月8日。
「白い顔」「散歩する首」「果てしなき暴走」には登場なし。

次郎（）
番組開始当初、SRIに出入りしてメンバーの助手を務めていた少年。年齢設定は11歳。主に野村と行動を共にしていた。初期3話に渡り顔を見せた後、「ジャガーの眼は赤い」を最後に姿を消す。彼のマスコット的立場は、小川さおりが引き継いでいった。

### SRI専用車両
トータス号
各種秘密装備を搭載した小型車両。野村が使用することが多い。
「トータス（陸亀）」の名の通り、特殊合金製耐熱仕様ボンネットや防弾フロントガラスなどで大幅に車両全体が強化され、強固なボディを持つが、小型であるため定員は2名。
第22話では、三沢がガソリンスタンドで給油中に電話をするため、店内へ入ったところ、トータス号がフーテンのアベックに奪われてしまい、運転していた男・タケシが神経ガスの犠牲となって暴走、歩行中の女子大生を死亡させる事故を引き起こしてしまった。
撮影用車両はスバル・サンバー360をベースとしている。また、放映直前の撮影会時ではガルウィング式の窓が付いていたが、劇中では撤去されオープンになっている。第13話でサンビーム500を使用する際には、それを設置する台座が装着された。
SRI専用車
トヨタ・クラウン(MS50前期型セダンの運転席に高性能の追跡装置や通信機などを搭載したもの。大掛かりな特殊装備は搭載されていない。外観も車体にSRIのマークが描かれている以外は普通の乗用車と変わらず、決まった名前も設定されていない。三沢や的矢が通勤の際に使用したこともある。
この他、第22話では運転席に緊急用の脱出装置を搭載した車両（フォード・ファルコンフューチュラコンバーチブル）が登場、架空の神経ガスであるGガス（精神錯乱ガス）の採集に使用された。また、地方への出張時は現地で用意されたと思われる車両を使用している。

### SRIの主な装備

#### SRIジャケット
牧・三沢・野村が携行する、特殊繊維で作られた密閉性の高い多機能防護服。防毒・耐熱・防弾・耐寒・防刃などを合わせ持つ特殊繊維であり、様々な場面で優れた効果を発揮する。通常はコンパクトに折りたたまれてベルト内の携帯ケースに収納されており、必要に応じて取り出して瞬間的に装着する。斜め向きに付いているジッパーが特徴。内容の深化に反比例するかのように、第2クールに入ってからは使用の頻度が極端に低下した。
材質・色
- 断熱性・耐ガス性・衝撃吸収性・防刃性を合わせ持つ特種繊維。実動隊員の一人である牧史郎が開発した。
- 全体の色はベージュ系 ただし、後述のキルティング部は茶色系

構造・サイズ
- 腰丈のジャケットスタイルである。背広の上から着用出来るように、オーバーサイズに作られている。

身頃
- 外袖の延長生地から下の、スライドファスナー右前身頃側の帯状のベース生地部を除く部位は、キルティング生地となっている。
- 前身頃左右に、スライダー上端時に閉となる、ファスナー開閉式のスラッシュポケットを持つ。
- フロントファスナー は、左裾から右肩に渡って斜めに付いている。ファスナーに沿って前身頃側に幅7cmほどの帯状のベース生地のパーツがある。
- 背中にフード収納用の大型フラップがある。前端は肩の頂点よりもやや前方に位置する。下端が開いており、そこからフードを出し入れする。
- フラップの左右の肩部には大型のスナップボタンらしきものが見られる。
- 裾は全周ラバーバンド伸縮式

襟
- 右前（右が身体側）の面ファスナー開閉式のスタンドカラーである。

フード
- ドローコード（絞り紐）を内蔵している。コードの端部にコードロックなどは装備されておらず、結んで固定する。

袖
- 袖は山袖から延長された生地が見頃上部と一体となった方式のラグランスリーブである。袖口はスナップボタン開閉式。
- 左肩部にSRIの刺繍パッチがある。

携行ケース
- 寸法は縦10cm×幅15cm×厚さ3cmほど。形状は左端部が開いた扁平円筒状。色は黒もしくは濃い灰色。
- 背広の裾に隠すように、ベルトの右腰部に常時装着されている。ジャケットは圧縮して収納されている。
- ガスカートリッジの圧力を用いたジャケットの射出機能を有する。射出は、ケース右端から出た紐を引くことにより、左端の開口部から行われる。
- 射出されたジャケットは、空気との衝突で自動的に展開され減速するため、着用者は容易に掴んで着用することが出来る。

#### その他の装備
発信機
ベルトのバックルに内蔵されており、緊急時に所在地を本部に知らせることが出来る。蛾にチラス菌を注入させた男・宇野の部下に捕えられた三沢が使用した。
ペンライト
小型ながら強力な照射力を持つ。暗闇での調査活動で多用された。
ケミカルメース
拳銃型のスプレー。各種薬品を射出する。当時の少年雑誌などで紹介されたが、実際に劇中で使われたのは「人喰い蛾・初号試写版」で牧がチラス菌を持つ蛾を退治するため薬剤を射出するシーンのみであり、しかもこのシーンはリテイクの際にカットされ放映版には登場しなかったため、実質的には設定のみの存在となっている。
小型撮影機
ピストル型の撮影機。セスナ機から脱出した怪盗キングアラジンを撮影した。
スペクトル破壊機
ペンライト型の小型光線銃。牧が怪盗キングアラジンこと元奇術師・一鉄斉春光の使う特殊繊維の布の乱反射を無効にし、壁抜けのトリックを封じた。
メジャー型特殊グリップ
メジャー型の特殊グリップ。野村が宇野の部下を格闘戦の末、取り押さえた。
サンビーム500（ごひゃく）
高性能のレーザーガン。トータスに装着して使用する。高出力の武装なので、許可が必要。冷凍人間・岡崎を溶解した。
パーフェクトライト
牧が作った大型のライト。密輸団が瀬戸内海に仕掛けた亡霊のトリックを見破った。
小型カメラ
ライター型のカメラ。三沢が地下銀行組織の男・広崎を隠し撮りした。

## 登場するガジェット
| 話数   | タイトル           | ガジェット                                                                  |
| ------ | ------------------ | --------------------------------------------------------------------------- |
| 第1話  | 壁ぬけ男           | - 特殊繊維による「壁抜け」 - スペクトル破壊器                               |
| 第2話  | 人喰い蛾           | - 人間を溶かすチラス菌を持つ毒蛾 - 発信機 - ケミカルメース（※未放映版のみ） |
| 第3話  | 白い顔             | - 高出力レーザーガン                                                        |
| 第4話  | 恐怖の電話         | - 空中放電装置                                                              |
| 第5話  | 死神の子守唄       | - スペクトルG線発射銃                                                       |
| 第6話  | 吸血地獄           | - 事故死の後、吸血鬼としての蘇生                                            |
| 第7話  | 青い血の女         | - 殺人人形                                                                  |
| 第8話  | 光る通り魔         | - 燐光人間 - 亜硫酸ガス                                                     |
| 第9話  | 散歩する首         | - 浮遊する生首 - ジギタリス                                                 |
| 第10話 | 死を呼ぶ電波       | - 殺人電波発射テレビ                                                        |
| 第11話 | ジャガーの眼は赤い | - ホログラフィ立体映像装置                                                  |
| 第12話 | 霧の童話           | - 落武者の亡霊 - 精神錯乱ガス                                               |
| 第13話 | 氷の死刑台         | - 冷凍人間 - サンビーム500                                                  |
| 第14話 | オヤスミナサイ     | - 睡眠学習装置                                                              |
| 第15話 | 24年目の復讐       | - 水棲人間                                                                  |
| 第16話 | かまいたち         | - 真空切断装置                                                              |
| 第17話 | 幻の死神           | - 特殊X線照射装置 - 光源体パーフェクトライト                                |
| 第18話 | 死者がささやく     | - ユニ・ポリエステル製の指紋手袋 - コンパクト型録音機 - 小型カメラ          |
| 第19話 | こうもり男         | - リモコン蝙蝠 - 小型ジェット噴射                                           |
| 第20話 | 殺人回路           | - CRTディスプレイ                                                           |
| 第21話 | 美女と花粉         | - アルコールと反応する熱帯植物の花粉                                        |
| 第22話 | 果てしなき暴走     | - Gガス（精神錯乱ガス）                                                     |
| 第23話 | 呪いの壺           | - リュート物質                                                              |
| 第24話 | 狂鬼人間           | - 脳波変調機                                                                |
| 第25話 | 京都買います       | - カドニウム光線発振器による物質電送                                        |
| 第26話 | ゆきおんな         | - 雪女                                                                      |

## キャスト

### レギュラー・準レギュラー
- 牧史郎：岸田森
- 的矢忠：原保美
- 三沢京助：勝呂誉
- 野村洋：松山省二（第1 - 17・19 - 26話）
- 小川さおり：小橋玲子（第1 - 5・7 - 22・24 - 26話[注 15]）
- 町田大蔵：小林昭二（第1・2・4-8・10 - 21・23 - 26話[注 16]）
- 次郎：中島洋（第1 - 3・11話[注 17]）

※当初、出演者の候補には石立鉄男、高橋元太郎、高橋幸治、田村正和が挙がっていた。

### ゲスト出演者

#### 声の出演
※全てノンクレジット。主にテアトル・エコーの声優が担当。
- ナレーター：作間功[14]（第1・2話）・明石一（第6 - 10・15話）[14]
- 朝倉ニーナ：菊地紘子[15]（第6話）
- 青い血の女：丸山裕子[14][注 27]（第7話）
- カーラジオの声：島田彰[14]（第13話）
- 取材陣、密輸捜査官、密輸団員、警官：市川治[14]（第17話）
- 麦わら帽子の漁師：八代駿[14]（第17話）
- 下沢警部補：辻村真人[14]（第18話）
- 社内アナウンス：小沢かおる[14]（第20話）

## スタッフ
- 監修：円谷英二
- プロデューサー：守田康司、野口光一、淡豊昭（円谷プロ）、熊谷健、橋本洋二（TBS）
- 音楽監督：山本直純
- 音楽：玉木宏樹
- 脚本：上原正三、金城哲夫、佐々木守、若槻文三、市川森一、福田純、高橋辰雄、藤川桂介、田辺虎男、石堂淑朗、山浦弘靖
- 監督：飯島敏宏、円谷一、実相寺昭雄、鈴木俊継、小林恒夫、安藤達己、長野卓、仲木繁夫、福田純、満田かずほ
- 特殊技術：的場徹、大木淳、高野宏一、佐川和夫
- 助監督：山本正孝、難波誠一、石井竹彦、安藤達己、高橋五郎、岡村精、東條昭平、志村広
- 撮影：稲垣涌三、福沢康道、鈴木清、森喜弘、中町武
- 美術：岩崎致躬、池谷仙克、深田達郎、倉橋利韶
- 制作協力：京都映画（第23・25話）
- 制作：円谷プロダクション、TBS
- 提供：武田薬品

## 音楽
本作の劇伴曲は玉木宏樹が作曲、山本直純が音楽監督としてクレジットされている。主題歌は作曲・編曲共に山本の名義だが、実際の編曲は玉木が行った可能性が指摘されており、玉木は「主題歌の絡みは（中略）僕もアレンジを手伝ったんじゃなかったかな」と語っている。
劇伴曲にはバスクラリネット、のこぎり（ミュージックソー）、ジューズ・ハープ、京琴といった特殊な楽器が用いられた。全話のメインタイトルと第2話以外のサブタイトルに使われた「OPENING (A)」はステレオで録音されているが、実際にはRチャンネルの音のみが使われた。
本作の音楽テープは、『怪奇大作戦 ミュージックファイル』（1996年2月1日発売、バップ）が制作された時点で劇伴曲のものが5本（汎用分が3本、第3話と第5話のための追加分が1本ずつ）、主題歌・挿入歌関連のものが7本確認されているが、その総数は「今の所不明」とされている。第8話で初使用となった曲がその後多く使われているため、その時期に新録音が行われたと思われるが、『怪奇大作戦/怪奇大作戦 セカンドファイル/怪奇大作戦 ミステリー・ファイル オリジナル・サウンドトラック』（2019年3月20日発売、disc union）が制作された時点でも音源の発見には至っていない。また、現存が確認されている音楽テープのうち「R-1」とナンバリングされているものは、事故により途中から音が消去されている。これらの事情により、本作の音楽の全容は明らかになっていない。
玉木の記憶によると、指揮と独奏バイオリン：玉木宏樹、ジューズ・ハープ：山本直喜（山本直純の実弟）、京琴：山内喜美子、フルート：衛藤幸雄、アコーディオン：風間文彦といった有名演奏者が揃っていた。

### 主題歌
恐怖の町
作詞：金城哲夫 / 作曲：山本直純 / 歌：サニー・トーンズ（キングレコード）
本作は子供向けの30分番組としては珍しく、主題歌がエンディングに流れる構成になっていた。当時流行ったシェイクのリズムの導入は山本のアイディアだが、途中にリズムブレイクが入るのは「隙があったら（山本が）ブレイクしたがったから」と当時師の下でアレンジャーをしていた玉木宏樹がインタビューに答えている。
フルサイズの完成版は最後がフェードアウトするが、現存するオリジナルカラオケはフェードアウト処理されていない。テレビサイズは最後の演奏がフルサイズと異なり、フェードアウトせず終了する形になっている。また、テレビサイズの音源は2種類使われており、『怪奇大作戦 ミュージックファイル』では第1話 - 第3話・第24話・第26話で使われたものが「ヴァージョン1」、その他で使われたものが「ヴァージョン2」と表記されている。なお、一部のエピソードでは、エンディングの尺に合わせるためにヴァージョン2の再生速度を変更したものが使われており、『怪奇大作戦/怪奇大作戦 セカンドファイル/怪奇大作戦 ミステリー・ファイル オリジナル・サウンドトラック』ではこれを「ヴァージョン3」として収録している。同盤に収録された「ヴァージョン4」は未使用のNGテイクのひとつ。

### 挿入歌
怪奇ソング
作詞：今戸悠 / 作曲：山本直純 / 歌：サニー・トーンズ（キングレコード）
シングル盤のB面に収録された歌。
暗闇のバラード
作詞：今戸悠 / 作曲：山本直純 / 歌：サニー・トーンズ
主題歌の候補として作られた歌。放送当時は発売されず、1986年にキングレコードから初めて商品化された。
『怪奇大作戦 ミュージックファイル』に記載の音楽リストによると、2コーラス版が2種類（ひとつはフルサイズから2番をカットしたもの、もうひとつは3番のカラオケに2番の歌詞で歌入れした編集素材をフルサイズの1番の後に繋げたもの）作られているが、いずれも2023年現在未商品化。
死神の子守唄
作詞：佐々木守 / 作曲：玉木宏樹 / 歌：深山エミ
第5話「死神の子守唄」のために作られた歌。歌手・高木京子（演：深山ユリ）のヒット曲という設定で、ストーリーの鍵となる歌でもある。現存する音源は歌詞3番から始まる仮歌（完成版とは伴奏が異なる）と完成版のカラオケおよびインストゥルメンタルのアレンジ曲であり、歌入りの完成版は現存しない。
劇中で使用された完成版音源を歌ったのは高木京子を演じた深山ユリだが、仮歌の歌唱者は深山エミと表記されている。

## 放映リスト
| 放送日         | 話数 | 制作 No. | サブタイトル          | 脚本              | 監督       | 特殊技術 |
| -------------- | ---- | -------- | --------------------- | ----------------- | ---------- | -------- |
| 1968年 9月15日 | 1    | 3        | 壁ぬけ男              | 上原正三          | 飯島敏宏   | 的場徹   |
| 9月22日        | 2    | 1        | 人喰い蛾              | 金城哲夫          | 円谷一     | 的場徹   |
| 9月29日        | 3    | 2        | 白い顔                | 金城哲夫 上原正三 | 飯島敏宏   | 的場徹   |
| 10月6日        | 4    | 4        | 恐怖の電話            | 佐々木守          | 実相寺昭雄 | 大木淳   |
| 10月13日       | 5    | 5        | 死神の子守唄          | 佐々木守          | 実相寺昭雄 | 大木淳   |
| 10月20日       | 6    | 6        | 吸血地獄              | 金城哲夫          | 円谷一     | 的場徹   |
| 10月27日       | 7    | 8        | 青い血の女            | 若槻文三          | 鈴木俊継   | 高野宏一 |
| 11月3日        | 8    | 7        | 光る通り魔            | 上原正三 市川森一 | 円谷一     | 的場徹   |
| 11月10日       | 9    | 9        | 散歩する首            | 若槻文三          | 小林恒夫   | 大木淳   |
| 11月17日       | 10   | 11       | 死を呼ぶ電波          | 福田純            | 長野卓     | 的場徹   |
| 11月24日       | 11   | 10       | ジャガーの眼は赤い    | 高橋辰雄          | 小林恒夫   | 大木淳   |
| 12月1日        | 12   | 13       | 霧の童話              | 上原正三          | 飯島敏宏   | 的場徹   |
| 12月8日        | 13   | 12       | 氷の死刑台            | 若槻文三          | 安藤達己   | 高野宏一 |
| 12月15日       | 14   | 14       | オヤスミナサイ        | 藤川桂介          | 飯島敏宏   | 的場徹   |
| 12月22日       | 15   | 15       | 24年目の復讐          | 上原正三          | 鈴木俊継   | 大木淳   |
| 12月29日       | 16   | 16       | かまいたち            | 上原正三          | 長野卓     | 高野宏一 |
| 1969年 1月5日  | 17   | 17       | 幻の死神              | 田辺虎男          | 仲木繁夫   | 的場徹   |
| 1月12日        | 18   | 18       | 死者がささやく        | 若槻文三          | 仲木繁夫   | 的場徹   |
| 1月19日        | 19   | 19       | こうもり男            | 上原正三          | 安藤達己   | 大木淳   |
| 1月26日        | 20   | 20       | 殺人回路              | 市川森一 福田純   | 福田純     | 佐川和夫 |
| 2月2日         | 21   | 22       | 美女と花粉            | 石堂淑朗          | 長野卓     | 的場徹   |
| 2月9日         | 22   | 21       | 果てしなき暴走        | 市川森一          | 鈴木俊継   | 佐川和夫 |
| 2月16日        | 23   | 24       | 呪いの壺              | 石堂淑朗          | 実相寺昭雄 | 大木淳   |
| 2月23日        | 24   | 23       | 狂鬼人間 （現在欠番） | 山浦弘靖          | 満田かずほ | 的場徹   |
| 3月2日         | 25   | 25       | 京都買います          | 佐々木守          | 実相寺昭雄 | 大木淳   |
| 3月9日         | 26   | 26       | ゆきおんな            | 藤川桂介          | 飯島敏宏   | 佐川和夫 |

## 地方ロケ先・撮影協力
- 別府 白雲山荘（第6話）
- 全日空（第6・8話）
- 阿蘇 白雲山荘（第8話）
- 長野 八ヶ岳高原ヒュッテ（第14話）
- 下電ホテル（第17話）
- 下電バス（第17話）
- 下電観光船（第17話）
- 熱川ハイツ（第18話）
- 那須ロイヤルセンター（第26話）
- 那須ロイヤルホテル（第26話）
- 北温泉(第26話)※ノンクレジット

## 放送局
- TBS：日曜 19:00 - 19:30
- 秋田放送：日曜 10:30 - 11:00 ※1971年に放送[21]
- 山形放送：月曜 - 金曜 17:00 - 17:30 ※1970年に放送[22]
- 東北放送：日曜 19:00 - 19:30[23]
- 福島テレビ：日曜 19:00 - 19:30[23]
- 新潟放送：日曜 19:00 - 19:30[23]
- 北陸放送：日曜 19:00 - 19:30[24]
- 静岡放送：日曜 19:00 - 19:30
- 中部日本放送：日曜 19:00 - 19:30[24]
- 朝日放送：日曜 19:00 - 19:30
- 山陽放送（現・RSKテレビ）：日曜 19:00 - 19:30[25]

## 第2話『人喰い蛾』未放映バージョン
放送順では第2話となっている「人喰い蛾」は本来は第1話を想定して作られたが、初号試写の後、追加シーンの撮影・編集や合成のやり直し・BGMの一部差し替えなどが行われたために完成が遅れ、第2話として放送されることになった。プロデューサーの橋本洋二は自分がリテイクを決めたと語っている。その理由として、「現代社会の歪みの生み出した怪奇を描くドラマなのに、人間が蛾に溶かされる冒頭シーンの特撮がグロテスクな印象を与えないようにと考えたのか控えめで、テーマである怪奇を描き切れていなかった」という趣旨のことを語っている。また金城哲夫の脚本にあった息抜きのシーンも、ドラマのテーマを考えると余計であると考えたともいう。
一方で、試写終了後の会場で円谷英二が円谷一に直接に具体的なリテイクの指示を行なったという証言もあり、その結果、人間が溶けるシーンの特撮は全面的に撮り直し、マルス自動車の西条が蛾に襲撃されるシーンの追加（何者かが西条に向けて蛾を放つシーンが追加され、偶発的な事故ではなく意図的な殺人事件であることが強調される）撮影され、さおりと次郎が牧の要請で実験材料とする蝶を採集するシーンはカットとなった。「第1話は金城哲夫が脚本を書き、円谷一が監督する」という『ウルトラマン』『ウルトラセブン』と続くパターンが崩れたことは金城にも大きな影響を与えることとなった。樋口の著作では、この出来事が、直後の金城の円谷プロ退社の要因のひとつにもなったことを示唆している。
前述のとおり未放映バージョンは本編の一部シーンやBGMが異なるほか、エンディング映像も全く異なっている。また、1968年当時の出版物等でSRIの装備メカとして紹介されながら放映版では一度も使用されなかった「ケミカルメース」が、このフィルムで唯一登場する。
1988年に読売テレビで放送された特番『なんたってウルトラマン』内で円谷作品の歴代主題歌映像が流された際、偶然このフィルムのエンディング映像が使用され、未放映バージョンの存在が公に知られることとなった。その後、LD「妖鬼幻想スペシャル」の特典映像として初ソフト化され、LD-BOX、DVD-BOXにも収録されている。

## 第24話『狂鬼人間』の欠番に関するエピソード
第24話「狂鬼人間」は1969年2月23日での本放送後、1984年7月9日～1985年1月28日・毎週月曜日に岡山放送で再放送が行われたのを最後に（1985年1月28日「狂鬼人間」が最終回)、2025年現在まで一切再放送が行われていない。映像ソフトとしても1984年のビデオテープ、1991年のLDには収録されているものの、1995年にバンダイビジュアルの子会社であるビームエンタテイメント（現：ハピネット・ピクチャーズ）から発売予告が行われた本話を含む全話収録のLD-BOX『怪奇大作戦パーフェクトコレクション』が発売日当日（正確には前日夜中）に発売元から販売店に販売中止・即時返送指示が出され名目上は市場に出回らないまま廃盤となって以降、発売されたソフトには一切収録されていない。なお、映像ソフトは発売日の数日前までに販売店へ到着していることが多いため、LD-BOXは少数ながらそのまま販売された商品が流通している。
現在、「怪奇大作戦」の放映リストを掲載した出版物や映像ソフトなどでは「第24話は欠番となっている」旨の注意書きが記載されている。映像ソフトも生産終了から年数が経過しており、現在では入手困難となっている。
第24話が欠番となった理由は明らかにされていない。本話を扱った円谷プロ非監修の出版物では、「精神異常者の描写に問題があるため」、「差別用語が頻発するため」といった推測がなされている。この問題に関して、2004年に出版された『封印作品の謎』（安藤健二、太田出版） でも各所に取材が行われたが、欠番の経緯や理由についての有力な情報はほとんど得られなかった。ただし、1995年にLD-BOXが発売と同時に回収されるまでは特に欠番などではなく、各出版物の放送リストでも他のエピソードと同等の扱いを受けており、再放送時の放送見送りや音声カットについても放送局側の自主的な判断によるものだった。

### 制作エピソード
牧史郎役の岸田森は本話に相当入れ込んで制作に臨んでおり、東京都港区瑞聖寺の境内にあった当時の彼の自宅が撮影に使用されている。
最初の構想では三沢が主役だったが、勝呂誉のスケジュールの空きが半日しかないことが判明したため、台本は主役を牧に変更して1969年1月16日に印刷された。さらにシナリオでは牧の恋人を轢き殺した男の役は三沢で、絶体絶命の三沢を救うのが野村となっていたのが、勝呂の多忙により完成作品ではそれぞれ野村と制服警官に変更されている。
本話の台本は、現在のところ決定稿（タイトルは「狂気人間」）しか確認されていない。

### あらすじ
深夜の操車場構内で、白いネグリジェを着た女が自分を捨てた元恋人をダガーナイフで刺し殺す事件が発生する。
犯人は逮捕されたものの、重度の精神異常と鑑定され、刑法第39条第1項「心神喪失者ノ行為ハ之ヲ罰セス」、つまり「心神喪失者は犯罪を犯しても罰せられない」の規定（自分が何をしたか本人が理解していないので責任を問えない）により起訴されずに終わった事件をはじめ、犯人はみな同様かつ異常な早さで精神病院（当時における精神科病院の呼称）を退院するという不可解な事件が続発した。
町田とSRIは「殺人犯が何らかの方法で一時的に精神異常状態になっていたのではないか」と考え、捜査を開始した。
その後、退院した女が今度は恋人を奪った女性に再び殺人を犯して逮捕されたが、今度の精神鑑定では「心神喪失のふり」をしていたことが判明した。女の供述から、初回は「狂わせ屋」こと美川冴子（演：姫ゆり子）の「脳波変調機」によって、一時的に重度の精神異常となり、犯行を実行したことが判明する。「殺人歴のある精神異常者に夫と子供を殺害されたが、犯人は今回も無罪にされた」過去を持つ冴子は、心神喪失者が殺人を犯しても無罪になるような世の中に復讐することが、夫や子供への供養になると信じて、優秀な脳科学者だった夫の開発途上の脳波変調機を改造して「狂わせ屋」となっていた。
的矢の指揮の下、恋人役のさおりが轢き逃げ犯役の野村に殺された男として、牧が（途中で実弾を抜く）拳銃を持って恨んでいるという筋書きで、消息を絶った冴子を誘き出すおとり捜査を行うが、SRIだと見抜いていた冴子に「脳波変調機」にかけられながら、実弾を入れ直した拳銃を持たせられる。
狂人と化した牧は往来で拳銃を乱射しながら野村を追い回し、危うく殺人犯になりかけるも駆けつけた警官に取り押さえられる。的矢とさおりに逃げ道を封じられた冴子は、追尾をかわして車に乗り込み、出力最大にした「脳波変調機」を頭に装着し作動させ、自分自身を完全な発狂に追い込み、精神異常者の一人として、隔離病棟の鉄格子窓にうなだれながら七つの子を口ずさむ。

### 欠番後
『怪奇大作戦』の次回予告フィルムは大部分の話数のものが紛失しているが、本話の予告フィルムは現存し、VHS『怪奇大作戦 実相寺昭雄監督作品集』、LD『怪奇大作戦 妖奇幻想スペシャル』、LD-BOX『怪奇大作戦パーフェクトコレクション』に映像特典として収録されている。
1990年に勁文社から発売された、歴代の特撮番組の怪獣・怪人を収録した書籍『全怪獣怪人』の上巻には本話が写真付きで紹介されており、2002年に勁文社が倒産した後の翌2003年に英知出版から発売（販売はインフォレスト）された増補改訂版である『全怪獣怪人大事典』にも項目が残っている。
メディアファクトリー刊『空想法律読本2』でも法律考証の題材として『狂鬼人間』が取り上げられている。書中では、「劇中の容疑者らは犯行時に一時的な心神喪失状態となっていた」と仮定した上で、「『心神喪失状態となって犯行を行う』という目的の元、自ら脳波変調器を使用している」ことを重視し、「故意に心神喪失者になることは『原因において自由な行為』に当たり、刑法第39条は適用されず、有罪となる」と結論づけている。また、冴子に関しても事件の共同正犯にあたると指摘している。
2006年1月から7月にかけて東京MXテレビの「円谷劇場」枠で『怪奇大作戦』が再放送された。この際、5月中旬に発売された一部のテレビ情報誌において、6月27日の放送予定欄に『狂鬼人間』のサブタイトルが記された上、5月29日に更新された東京MXテレビ公式ウェブサイト内の『怪奇大作戦』6月放送予定を掲載した「今月の放送あらすじ」のページにも『狂鬼人間』のあらすじや画像が掲載された。しかし、翌日にはそれらの記述が削除され、6月27日当日には他番組が放送された。

## 未製作作品
- フランケン1968 （金城哲夫）
- 海王奇談 （金城哲夫）[注 37]
- 細い手 （砂田量爾）
- 平城京のミイラ （石堂淑朗）
- 伝説の海 （須川栄三）
  - 第17話「幻の死神」との2本撮りの予定で決定稿まで完成していたが、両作の内容が似通っていたことと製作費の問題から制作されなかった[34]。
- 死を配達する男X （若槻文三）[注 37]
- 半漁人 （市川森一）[注 37]
- その受話器を外すな （浅間紅児）

## 映像ソフト

### ビデオカセット
- 怪奇大作戦（ビデオカセット）
  - 1983年（昭和58年）から順次発売、発売元：バンダイ フロンティア事業部・エモーションビデオ課
  - 『怪奇大作戦』初のソフト化。全8巻。順不同だが全話が収録された。欠番の「狂鬼人間」収録の巻には「放送コード等でまず放映は不可能、ビデオならではの登場と言えます」等とジャケットに解説が記載されている。
  - 1年後の1984年（昭和59年）7月に岡山放送で『怪奇大作戦』が再放送された際には一部をカットされながらも「狂鬼人間」も放送された。
- 怪奇大作戦 実相寺昭雄監督作品集（ビデオカセット）
  - 1988年（昭和63年） 発売元：バンダイ メディア事業部（販売代理：AE企画）
  - 実相寺昭雄監督作品4本を選抜収録したソフト。
  - 映像特典としてSEなし「散歩する首」などのラッシュフィルムとともに、ナレーション付の「青い血の女」と、欠番である「狂鬼人間」の予告編が収録されている。また、『ウルトラQ』第19話「2020年の挑戦」の一部ラッシュフィルムも収録されている。
- 怪奇大作戦 ベストファイル（ビデオカセット）
  - 1996年（平成8年） 発売元：ビームエンタテイメント
  - LDボックス回収騒動の翌年に発売された新版ソフト。全8巻。「狂鬼人間」と最終回「ゆきおんな」が割愛された。

### レーザーディスク
- 怪奇大作戦1（LD）
  - 1985年（昭和60年） 発売元：バンダイ ネットワークフロンティア事業部（販売代理：AE企画）
  - 『怪奇大作戦』初のディスクソフト。選抜で4話収録。「1」と銘打っているが、後続商品は発売されなかった。
- 怪奇大作戦 実相寺昭雄スペシャル（LD）
  - 1990年（平成2年） 発売元：バンダイ メディア事業部　販売元：バンダイビジュアル販売
  - 1988年（昭和63年）に発売された実相寺昭雄作品のみのカセットソフトのLD版。
- 怪奇大作戦 恐怖人間スペシャル（LD）
  - 1991年（平成3年） 発売元・販売元：バンダイビジュアル
  - 全編から、怪人が主体の物語8話分を選抜収録したLD。欠番の「狂鬼人間」を収録している。ジャケットには「二度と手に入らないかも知れない」の見出しが付けられ、「狂鬼人間」に関して「今回の収録は円谷プロの勇気ある判断で実現しました」との断り書きがある。
- 怪奇大作戦 魔界殺人スペシャル（LD）
  - 1991年（平成3年） 発売元・販売元：バンダイビジュアル
  - 全編から、科学犯罪を主体にした物語8話分を選抜収録したLD。
- 怪奇大作戦 妖奇幻想スペシャル（LD）
  - 1991年（平成3年） 発売元・販売元：バンダイビジュアル
  - 既発売のLDに未収録だった、オカルト性の強い物語8話を収録したLD。特典として未放映版「人喰い蛾」を収録。
  - 以上の3巻は1990年当時発売していた実相寺昭雄スペシャルが好評だったため、翌年に単品LD3種を順次発売、順不同で全話を収録し、ディスクソフトで初の完全発売を実現した。
- 怪奇大作戦パーフェクト・コレクション（LD）
  - 1995年（平成7年） 発売元：ビームエンタテイメント
  - 全話収録+購入特典付きLDボックス。発売当日に理由不明で発売中止・回収された。後日「音声不良」と説明される。一部小売店が発売元からの返送指示を無視して販売したため、現在も中古市場でLDとしても高額のレートで流通している。[要出典]
- 怪奇大作戦ベスト・ハーフボックス1（LD）
  - 1997年（平成9年） 発売元：ビームエンタテイメント
  - 全編から10話分+未放映版「人喰い蛾」を収録したLDボックス。
- 怪奇大作戦ベスト・ハーフボックス2（LD）
  - 1997年（平成9年） 発売元：ビームエンタテイメント
  - 全編から、前巻に未収録の10話分+特典映像を収録したLDボックス。

### DVD
- デジタルウルトラシリーズ 怪奇大作戦（DVD）[35]
  - 2004年（平成16年） 発売元：ビクターエンタテインメント
  - 初のDVD商品。全6巻。「狂鬼人間」のみ未収録。
- 円谷プロ創立50周年記念 復刻 円谷TVドラマライブラリー 怪奇大作戦DVD-BOX（DVD）
  - 2012年（平成24年） 発売元：円谷プロダクション、販売元：東映ビデオ
  - 円谷プロ50周年を目前に迎えた2012年より、いわゆる「ヒーロー特撮もの」とは違った円谷プロの特撮ドラマをDVDソフト化するブランド“復刻 円谷TVドラマライブラリー”シリーズ第1弾として、同年9・11月にBOX上下に分巻してリリース。
「人喰い蛾」リテイク前バージョン（パイロット版）[注 38]はBOX上巻のボーナスディスクに収録。第24話「狂鬼人間」は未収録。
- S.R.I. und die unheimlichen Fälle DVD-BOX Vol.1&2[36]
  - 『Vol.1』2013年（平成25年）販売元：Pidax Film
  - 『Vol.2』2014年（平成26年）販売元：Pidax Film
  - ドイツ版DVD-BOX。第24話「狂鬼人間」を除く25話分が2つのBOXに分かれて発売された。
  - Vol.1には、1971年にドイツで放映された全13話分が収録されており、映像は第2ドイツテレビで放映された当時の素材をリマスターした物が収録されている。
  - Vol.2には、ドイツで放映されなかった、残りの12話分がオリジナルの本編映像のまま収録されている。
  - Vol.1の音声は、放映当時のドイツ語吹き替えのみが収録。Vol.2では、オリジナルの日本語音声のみが収録。ドイツ語字幕付き。

### Blu-ray Disc
- 怪奇大作戦 Blu-ray BOX[37]
  - 2019年（平成31年）販売元：東映ビデオ
  - オリジナルの16mmネガフィルムから新たにHD解像度でテレシネしたHDリマスター版。
  - 本編ディスク4枚組+特典ディスク。
  - 第24話「狂鬼人間」を除いた全25話を収録。本編ディスクに各話の台本を収録。
  - 特典ディスクにはスタッフ・キャストへのインタビューなどの他、第2話「人喰い蛾」ファーストプレビュー版、第7話「青い血の女」予告編、第9話「散歩する首」合成ラッシュプリント（映像のみ）をHD画質で収録。

## 漫画版

### 連載
- 週刊少年キング：1968年（昭和43年）37号から1969年（昭和44年）10号まで25冊に8話が掲載された。
  - 第1話「人喰い蛾」（画：影丸譲也）
  - 第2話「恐怖の電話」（画：影丸譲也）
  - 第3話「光る通り魔」（画：影丸譲也）
  - 第4話「死を呼ぶ電波」（画：影丸譲也）
  - 第5話「氷の死刑台」（画：中城けんたろう）
  - 第6話「幻の死神」（画：中城けんたろう）
  - 第7話「かまいたち」（画：中城けんたろう）
  - 第8話「果てしなき暴走」（画：中城けんたろう）
- 少年ブック：1968年（昭和43年）10月号から1969年（昭和44年）3月号まで本誌掲載および別冊付録としてコミック化された。画は桑田次郎で、第4話以降はオリジナルエピソード。
  - 第1話「蛾」（人喰い蛾）
  - 第2話「死を呼ぶ絵」（殺人回路）
  - 第3話「ふたつの顔の少女」（吸血地獄）
  - 第4話「まぼろし殺人事件」
  - 第5話「闇からの声」
  - 第6話「死霊の家」
- よいこ： 1968年12月号から1969年4月号連載、作画は天馬正人、マキノ・プロ
- 幼稚園： 1968年11月号から1969年3月号連載、作画は中城けんたろう
- 小学館の学年別学習雑誌
  - 小学一年生： 1968年10月号から12月号は絵物語、作画：前村教綱、1969年1月号から3月号は井上智、成田マキホの共作による漫画連載。
  - 小学二年生： 1968年10月号から1969年3月号連載、作画：森藤嘉宏。
  - 小学三年生： 1968年10月号から1969年3月号に漫画連載、6話が掲載された（第6話は二本立て）。画は池上遼一。
    - 第1話「なぞのかべぬけ男」
    - 第2話「消えた地下鉄」
    - 第3話「空飛ぶ怪物X」
    - 第4話「ゆうれい城」
    - 第5話「死人島」
    - 第6話「SRI対怪人レスラー」
    - 第6話「SRI対とう明人間」

  - 小学五年生：1968年10月号から1969年3月号に絵物語連載、絵：園田光慶。

## 備考
- 第2話「人喰い蛾」では監督の円谷一がバーの客、第13話「氷の死刑台」では検視官助手と川辺武の2役で特殊技術の高野宏一が、第15話「24年目の復讐」では牧を殴るボーイ・健役として脚本家の金城哲夫がカメオ出演している。
- 第4話「恐怖の電話」、第9話「散歩する首」、第20話「殺人回路」では本作スポンサーの武田薬品工業とタイアップしており、第4話ではアリナミンの幟、第9話ではエンディングバックに会社のネオンが登場し[注 39]、第9話と第20話ではプラッシーが登場している。
- 第11話「ジャガーの眼は赤い」にはウルトラセブンの姿のサンドイッチマン、エンディングバックには『ウルトラセブン』第23話「明日を捜せ」に登場したシャドー星人のマスクが登場している。 なおエンディングはほぼ第9話と同じで、違いは所長と町田警部の2ショット以降全員が映ったシーンからで（これもパッと見第9話の引用に見える。しいて言えば第11話のほうが引き気味のカット）主に第9話はサー坊が悲鳴を上げ指を指した先のアップになるのが石膏の首から上のオブジェであったが、第11話はノムが指を指した先に壁に掛けられた目が赤く光っているウルトラセブンのシャドー星人のマスクに差し替えられただけの間違い探しのような作りになっている。
- 第12話「霧の童話」の鎧や武具は、映画『風林火山』で使用されたものを三船プロダクションから借用している[38]。サード助監督を務めていた宮坂清彦は、落ち武者の感じを出すために矢を折ってしまい会社から叱責を受けるが、監督の飯島敏宏の執り成しにより処分を受けずに済んでいる[38]。
- 第13話の宇宙ロケットのシーンは、『ウルトラマン』第16話の金星ロケット・オオトリと、『ウルトラセブン』第43話の宇宙ロケット・スコーピオン号の流用[39]。
- 第25話「京都買います」で使われたギター曲名は、フェルナンド・ソル作曲の「魔笛の主題による変奏曲」。番組で使用されたオリジナル・バージョンはジェイ・バーリナー（英語版）（ジェイ・ベルリナー）というギタリストの演奏によるもので、CD「儚夢楽記（ろまんがくき）〜冬木透×実相寺昭雄ミュージック・ヒストリー〜」に収録されている[40]。
- 第23話「呪いの壺」と第25話の京都編で製作費が底をついてしまったため、第26話は当時開業前だった那須ロイヤルホテル（那須ロイヤルセンター内に存在していたが、後年に廃業）とのタイアップによりロケ費を抑えた[41]。シアターレストランのダンスシーンは、ホテル側の要望により撮影された[41]。

## リメイク作品
- 怪奇事件特捜チームS・R・I 嗤う火だるま男 - 2004年（平成16年）6月にBSフジの特番枠で放送された、原典の設定を使用したテレビドラマ。
- 怪奇大作戦 セカンドファイル - 2007年（平成19年）4月にBShiにて放映された、続編的テレビドラマ。全3話。
- 怪奇大作戦 ミステリー・ファイル - 2013年（平成25年）10月から11月までNHKBSプレミアムにて放送された、テレビドラマ。『∼セカンドファイル』とはスタッフ・キャストが一新されており、直接の続編ではない。全4話。

## 関連作品
ウルトラセブン VOL.1 狙われた星（1994年）
実相寺昭雄の小説。SRIが登場しているが、民間ではなく警察組織の一部であり、町田がメンバーになっているなど、設定が異なっている。
ウルトラマンマックス 第24話「狙われない街」（2004年）
『ウルトラセブン』第8話「狙われた街」の続編にあたる作品。警察組織の一部として登場。部屋の入口にP.S.R.I（警察科学研究所）の表示がある。
ゴジラ（1984年）
石坂浩二が演じる原発職員の衣装にSRIのエンブレムがつけられている。
BLACK OUT（1995年）
共同テレビ製作のSF犯罪ドラマ。本作にインスパイアされて制作された作品であり、放送当時の近未来を舞台にしているため現実の科学考証に基づきながらも、その犯罪は本作同様飛躍したものであり、ジャンル的にも直系の作品と言える。
科捜研の女（1999年 - ）
東映・テレビ朝日製作のサスペンスドラマ。京都府警所属の京都府警科学捜査研究所が登場し、表記は「S.R.I．（Science Research Institute)科学捜査研究所」。所属部署の入り口や車両、研究員の身分証明書に野外活動用ジャケットやベストなどの小道具にも表記されて使われているが、劇中でS.R.I．と呼ばれることはほとんど無く、京都府警科学捜査研究所か科学捜査研究所と呼ばれ、主な登場人物は科捜研と略称で呼ぶ。
クレヨンしんちゃん 伝説を呼ぶ 踊れ!アミーゴ!（2006年）
本作のSRIのパロディである同名の組織が登場している。